# Delia martini
Delia martini este o specie de muște din genul Delia, familia Anthomyiidae, descrisă de Griffiths în anul 1993.
Este endemică în Finlanda. Conform Catalogue of Life specia Delia martini nu are subspecii cunoscute.